# I Am a Knife with Legs
Pour plus de détails, voir Fiche technique et Distribution.
I Am a Knife with Legs est un long-métrage américain autoproduit de Bennett Jones sorti en 2014,.
Le film est présenté en 2015 au Boston Underground Film Festival où il remporte le prix Best Feature ainsi qu’au Festival Cinémabrut.

## Synopsis
Bené, une star internationale d’europop et son manager Beefy se réfugient à Los Angeles pour échapper à une fatwa lancée contre lui après que sa petite amie s'est tuée lors d’un attentat-suicide.

## Fiche technique
- Réalisation : Bennett Jones